# Stanisław Holenderski
Stanisław Holenderski (ur. 24 grudnia 1871 w Zawierciu, zm. 23 stycznia 1940 tamże) – polski przemysłowiec, filantrop, sadownik.

## Rodzina
Był synem Markusa oraz Cecylii de domo Mendelsohn. W 1921 roku ożenił się z Joanną Marią z domu Idzikowską (ur. 18 grudnia 1887 w Łodzi, zm. 31 grudnia 1972 w Zawierciu). To małżeństwo miało córkę Anielę (ur. 19 grudnia 1922, zm. 10 lipca 2007).

## Życiorys
W 1889 roku ukończył gimnazjum w Częstochowie, następnie odbył praktykę rolniczą. Odziedziczył majątek po ojcu, który w 1883 roku był współwłaścicielem huty szkła w Zawierciu. Był właścicielem tzw. Stawek. W 1912 roku nabył majątek Poręba Mrzygłodzka o powierzchni 210 ha, pod którym znajdowały się pokłady węgla brunatnego. Po zakończeniu I wojny światowej wystąpił o koncesję na wydobycie węgla. Mimo otrzymania odpowiedzi odmownej na terenach należących do Holenderskiego powstała kopalnia prowadzona przez Stanisława Kasterskiego, a Holenderski czerpał profity z tytułu najmu gruntu. Holenderski był ponadto właścicielem cegielni w Zawierciu i Łazach, prezesem rady nadzorczej cementowni w Wysokiej, członkiem zarządu cementowni w Zdołbunowie oraz współudziałowcem kopalni węgla brunatnego „Teodor” w Gołuchowicach.
W 1915 roku został radnym pierwszej rady miejskiej w Zawierciu po nadaniu miastu praw miejskich, po czym aktywnie zabiegał o wprowadzenie do urzędów języka polskiego. W 1921 roku konwertował na katolicyzm. W 1930 roku znalazł się w składzie Obywatelskiego Komitetu Niesienia Doraźnej Pomocy dla Bezrobotnych, który m.in. w 1931 roku zapoczątkował tradycję zawierciańskichpos ogródków działkowych. Założył Ochotniczą Straż Pożarną W Zawierciu oraz Związek Ochotników Pracy Wychowania Fizycznego i Przysposobienia Wojskowego. Ufundował m.in. dwa domy przy ulicy Pomorskiej na potrzeby przytułku dla starców i inwalidów wojennych (1928), ziemię na cmentarz ewangelicki w Porębie (1929), ogrodzenie cmentarza w Zawierciu (1932), kaplicę cmentarną (1934), materiały na budowę Państwowego Gimnazjum i Liceum Koedukacyjnego (1933–1934) i materiały na budowę domku ZHP (1937). Był członkiem m.in. zarządu diecezjalnego Stowarzyszenia Młodzieży Katolickiej w Częstochowie, Powiatowej Rady Szkolnej, Urzędu Rozjemczego Powiatowego, członkiem honorowym Związku Inwalidów Wojska Polskiego, wiceprezesem Ochotniczej Straży Pożarnej w Zawierciu, radcą Izby Handlowo-Przemysłowej w Sosnowcu. Był sadownikiem i popularyzatorem sadownictwa. Kolekcjonował obrazy Jacka Malczewskiego, które udostępniał na wystawy.
Po wybuchu II wojny światowej został zmuszony do opuszczenia swojej posiadłości przy ulicy 3 Maja i zamieszkał na Stawkach. Zmarł w 1940 roku; został pochowany na cmentarzem rzymskokatolickim w Zawierciu. W 2006 roku uchwałą Rady Miasta został uhonorowany tytułem „Zasłużony dla Zawiercia”.